# Distrito electoral de Davenport (condado de Thayer, Nebraska)
Davenport (en inglés: Davenport Precinct) es un distrito electoral ubicado en el condado de Thayer en el estado estadounidense de Nebraska. En el Censo de 2010 tenía una población de 677 habitantes y una densidad poblacional de 2,81 personas por km².

## Geografía
Davenport se encuentra ubicado en las coordenadas 40°16′15″N 97°44′29″O / 40.27083, -97.74139. Según la Oficina del Censo de los Estados Unidos, Davenport tiene una superficie total de 240.52 km², de la cual 240.31 km² corresponden a tierra firme y (0.09%) 0.21 km² es agua.

## Demografía
Según el censo de 2010, había 677 personas residiendo en Davenport. La densidad de población era de 2,81 hab./km². De los 677 habitantes, Davenport estaba compuesto por el 97.19% blancos, el 0.15% eran afroamericanos, el 0.59% eran asiáticos, el 0.59% eran de otras razas y el 1.48% pertenecían a dos o más razas. Del total de la población el 1.18% eran hispanos o latinos de cualquier raza.